# Tweede Kamerverkiezingen 2021/Kandidatenlijst/JONG
Dit is de kandidatenlijst voor de Tweede Kamerverkiezingen van 2021 van JONG die op 5 februari 2021 is goedgekeurd door de Kiesraad.

## De lijst
1. Jaron Tichelaar, Noordscheschut - 9.032 voorkeurstemmen
2. Christinemindel ten Napel, Bovenkarspel - 1.654
3. Andreas Klein, Eindhoven - 751
4. Shane Pattipeilohy, Amersfoort - 253
5. Amber Cornelissen, Amsterdam - 858
6. Benito Walker, Veendam - 315
7. Feline van der Louw, Woerden - 400
8. Samir el-Baramawi, Maastricht - 159
9. Dennis Goedhart, Bolsward - 236
10. Kaya van den Dikkenberg, Doetinchem - 234
11. Lars Hobma, Breda - 169
12. Sophie Brügemann, Den Burg - 283
13. Jasper van Veen, Amersfoort - 90
14. Noël Silalahi, Helmond - 69
15. Elisha Geertsema, Hoogeveen - 147
16. Jacob de Groot, Easterlittens - 132
17. Joyce van Boekel, 's-Hertogenbosch - 370
18. Jan Geelen, Tjerkwerd - 145

VVD · PVV · CDA · D66 · GroenLinks · SP · PvdA · ChristenUnie · Partij voor de Dieren · 50PLUS · SGP · DENK · FVD · BIJ1 · JA21 · Code Oranje · Volt · NIDA · Piratenpartij · LP · JONG · Splinter · BBB · NLBeter · LHK · OPRECHT · JEZUS LEEFT · TROTS · UCF · Lijst 30 · PvdE · DFP · VSN · WZNL · Modern Nederland · De Groenen · PvdR